# Felipe de Portugal
Felipe de Portugal (Évora, 25 de marzo de 1533 - Évora, 29 de abril de 1539). Infante de Portugal, fue su príncipe heredero desde 1537 hasta su muerte prematura.
Felipe era el sexto hijo de Juan III de Portugal y de la archiduquesa Catalina de Austria, infanta de España, siendo nieto por vía paterna de Manuel I el Afortunado y de la infanta María de Aragón, y por vía materna de Felipe I de Castilla y de Juana I de Castilla.
En 1537, después de la muerte de su hermano mayor Manuel, el 14 de abril, es designado oficialmente como sucesor de la Corona de Portugal. Con todo, Felipe tuvo el mismo destino de sus otros dos hermanos, falleciendo con apenas seis años de edad, probablemente debido a la consanguinidad resultante de las sucesivas uniones dinásticas entre Portugal y Castilla desde el início del siglo XVI. Por su muerte, el título de heredero recayó sobre su hermano más joven, Juan Manuel.
Su cuerpo descansa junto a sus padres y hermanos en el Monasterio de los Jerónimos de Belém.
| Predecesor: Manuel de Portugal | Príncipe heredero de Portugal 1537-1539 | Sucesor: Juan Manuel de Portugal |

- Datos: Q2422498